# Johan Christoffer Boklund

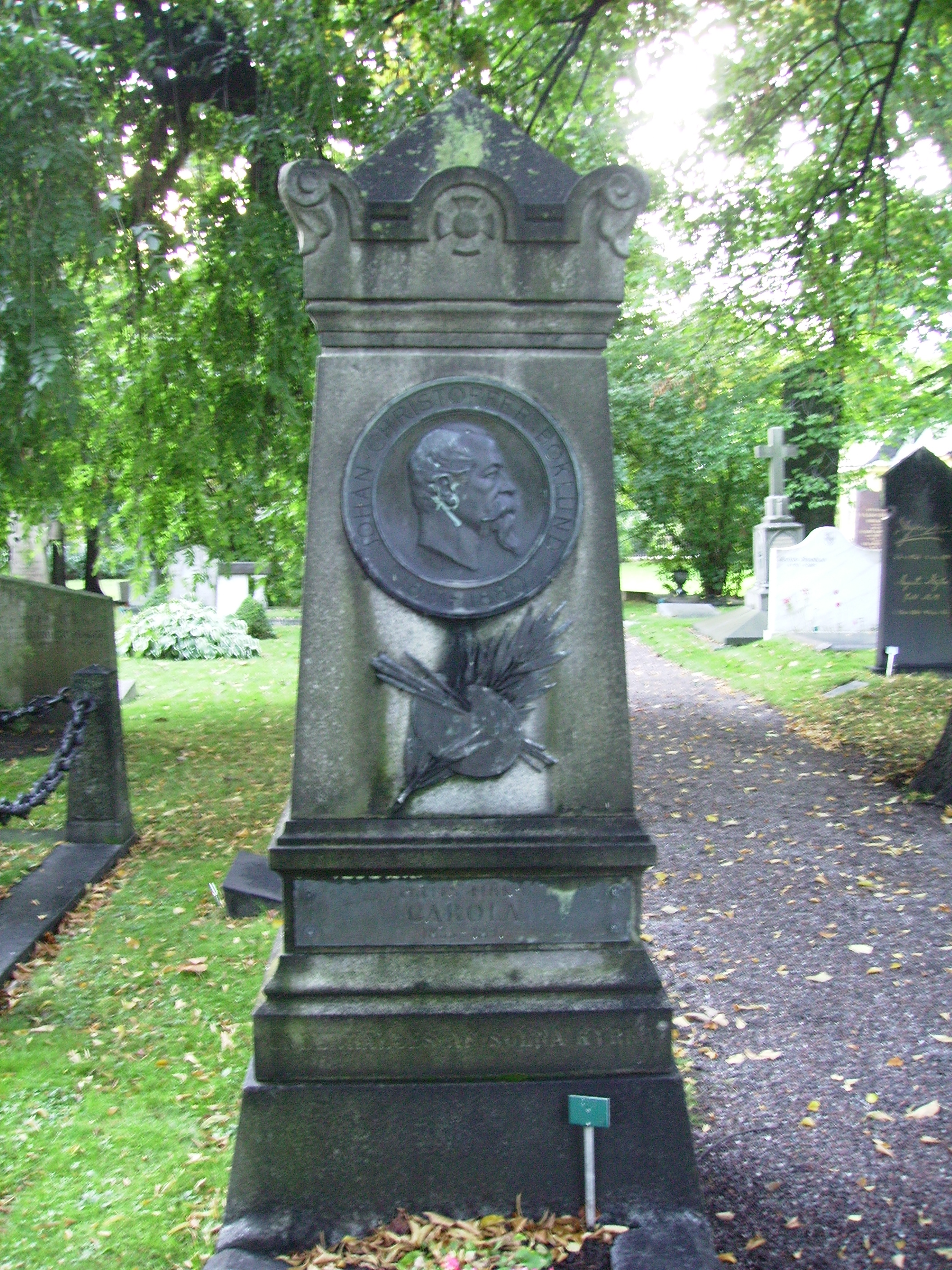
Johan Christoffer Boklunds gravvård på Solna kyrkogård.

Johan Christoffer Boklund, född 15 juli 1817 i Kulla Gunnarstorp i Skåne, död 9 december 1880 i Stockholm, var en svensk konstnär.
Han var son till förvaltaren Johannes Christoffer Boklund och Ingrid Agneta Fernström och från 1858 gift med Karola Stuttgardter. Boklund fick sin första  som 15-åring undervisning i teckning av ritläraren vid Lunds universitet Magnus Körner 1832–1836. Han fick även hjälpa Körner med teckningsuppdrag för universitetet och utomstående uppdragsgivare bland annat planscherna till Sven Nilssons fauna. Vid Köpenhamns konstakademi var han elev till J.L. Lund. År 1837 kom han till Stockholm och konstakademien.
I sällskap med Johan Fredrik Höckert begav han sig 1846 till München och uppehöll sig där under åtta års tid. Tavlan Den nyfikne trumpetaren, som han 1853 sände hem till Sverige, gav honom ett statligt stipendium som gjorde det möjligt för honom att fortsätta till Paris, där han 1854–1855 arbetade på Thomas Coutures ateljé. I december 1855 återvände han till Sverige.
År 1856 blev han efter sin hemkomst lärare vid akademien och utnämnd till professor. Samma år var han initiativtagare till bildandet av Konstnärsklubben. Åren 1856–1872 var han lärare till Karl XV. Boklund blev ledamot i kommittén för ordnande av nationalmuseets inredning och tillförordnad kamrerare vid dåvarande Kungl. museum 1861. År 1866 blev han intendent för Nationalmuseets konstavdelning och 1867 hovintendent, föreståndare för Karl XV:s tavelsamling samt direktör för Konstakademien. Han deltog som kommittéledamot i ordnandet av Nordiska konstutställningen 1866 i Stockholm.
Hans många administrativa sysslor tog tid från måleriet och ansträngde hans hälsa. Gift med Johanna Carola Stuttgardter, född 1833, död 1897. Hans dotter Thyra Grafström var textilkonstnär och gift med operasångaren Jean Grafström. Hans son Harald Boklund var arkitekt i Malmö. Hans dotter Isabella var mor till Gunnar Malmberg. Hans dotter Blenda Lundström var gift med konstnären Nils Emil Lundström. Boklund finns representerad vid bland annat Nationalmuseum i Stockholm, Göteborgs konstmuseum, Vänersborgs museum, Norrköpings konstmuseum  och Kalmar konstmuseum.
Makarna Boklund är begravda på Solna kyrkogård.

## Verk

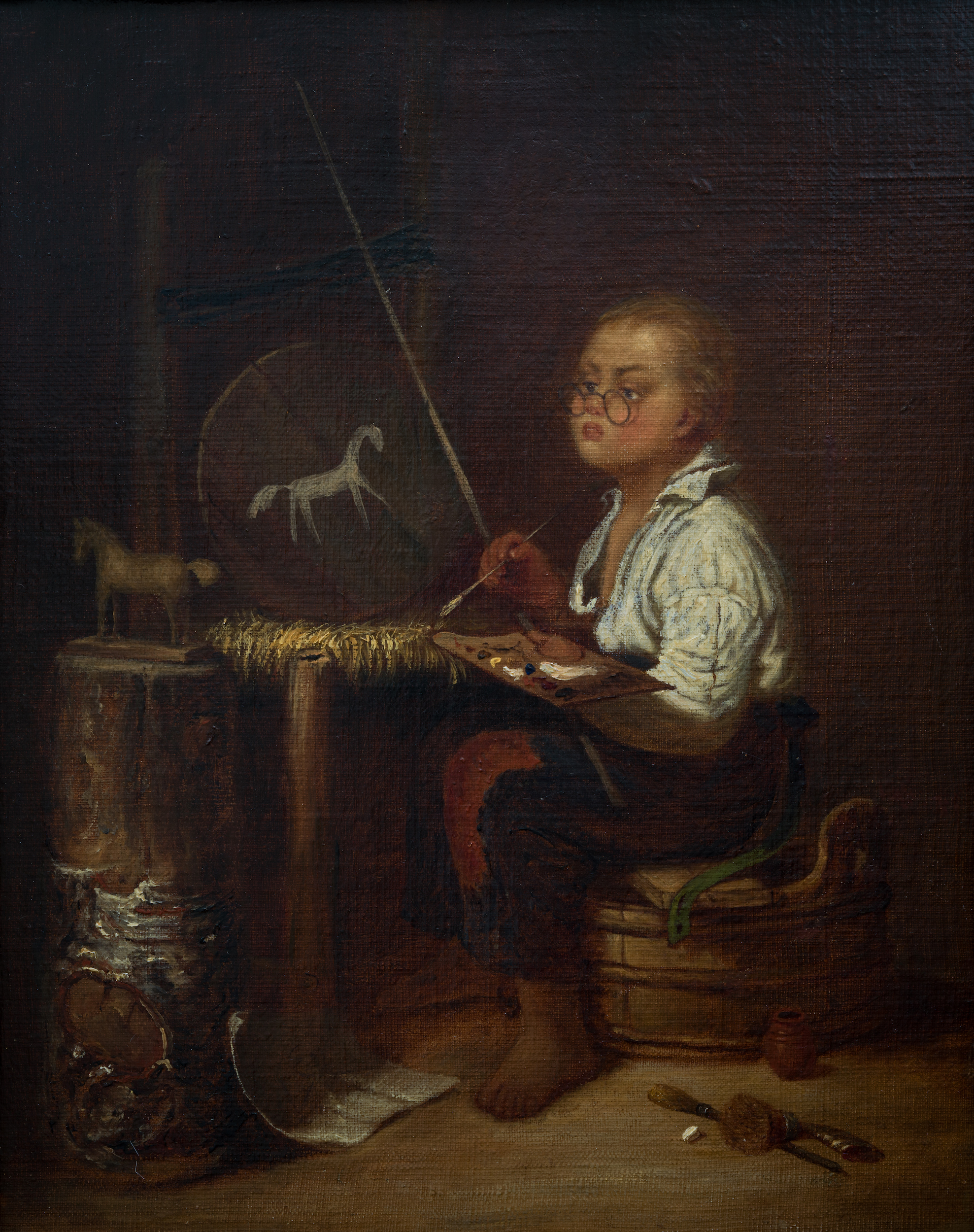
Den unge konstnären.
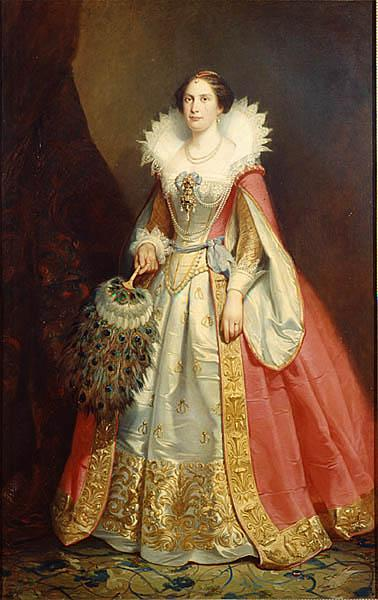
Lovisa av Nederländerna. Oljemålning 1861.
Meranerskyttar. Oljemålning 1862.
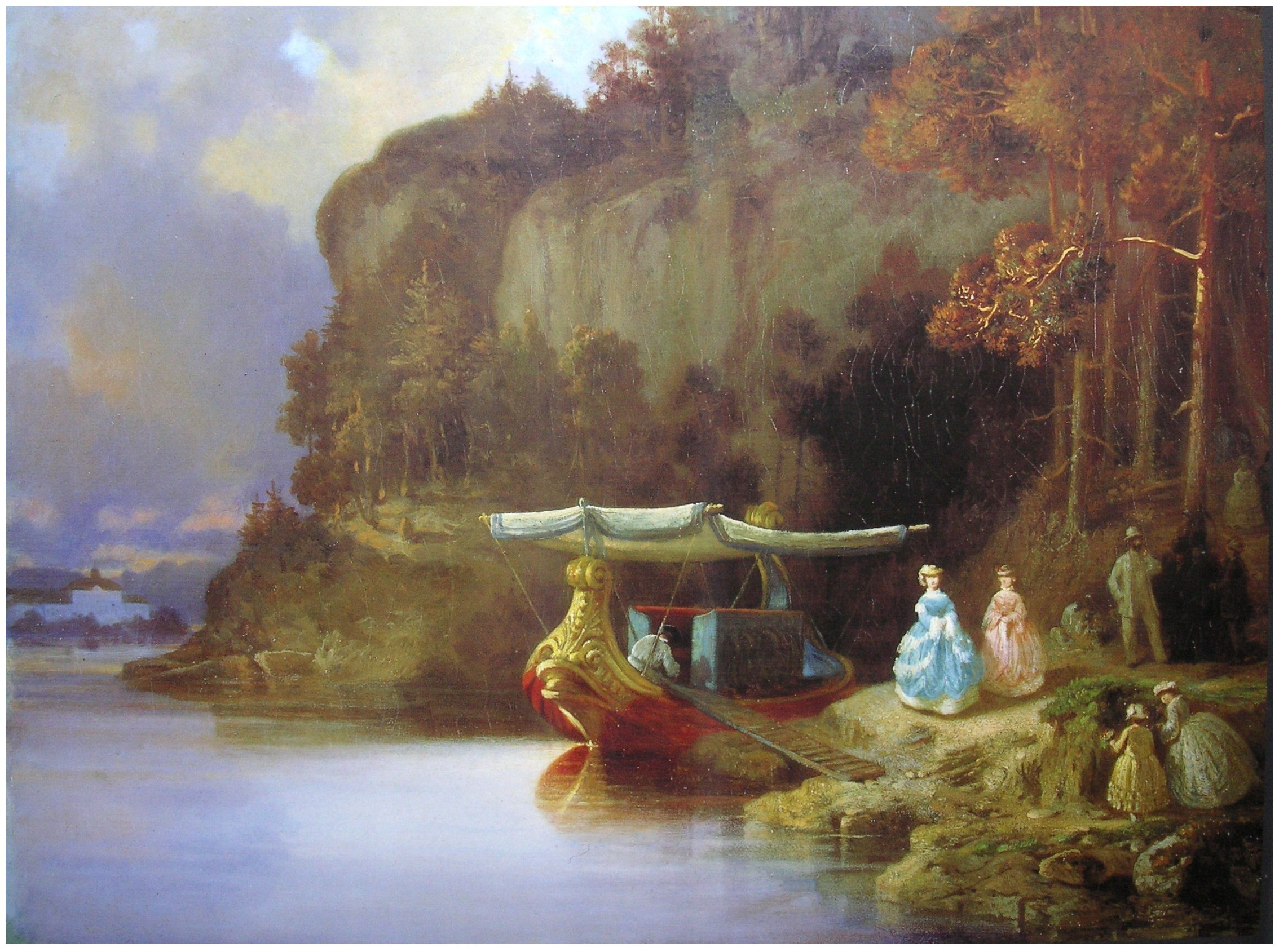
"Utsikt över Edsviken", Oljemålning 1865.
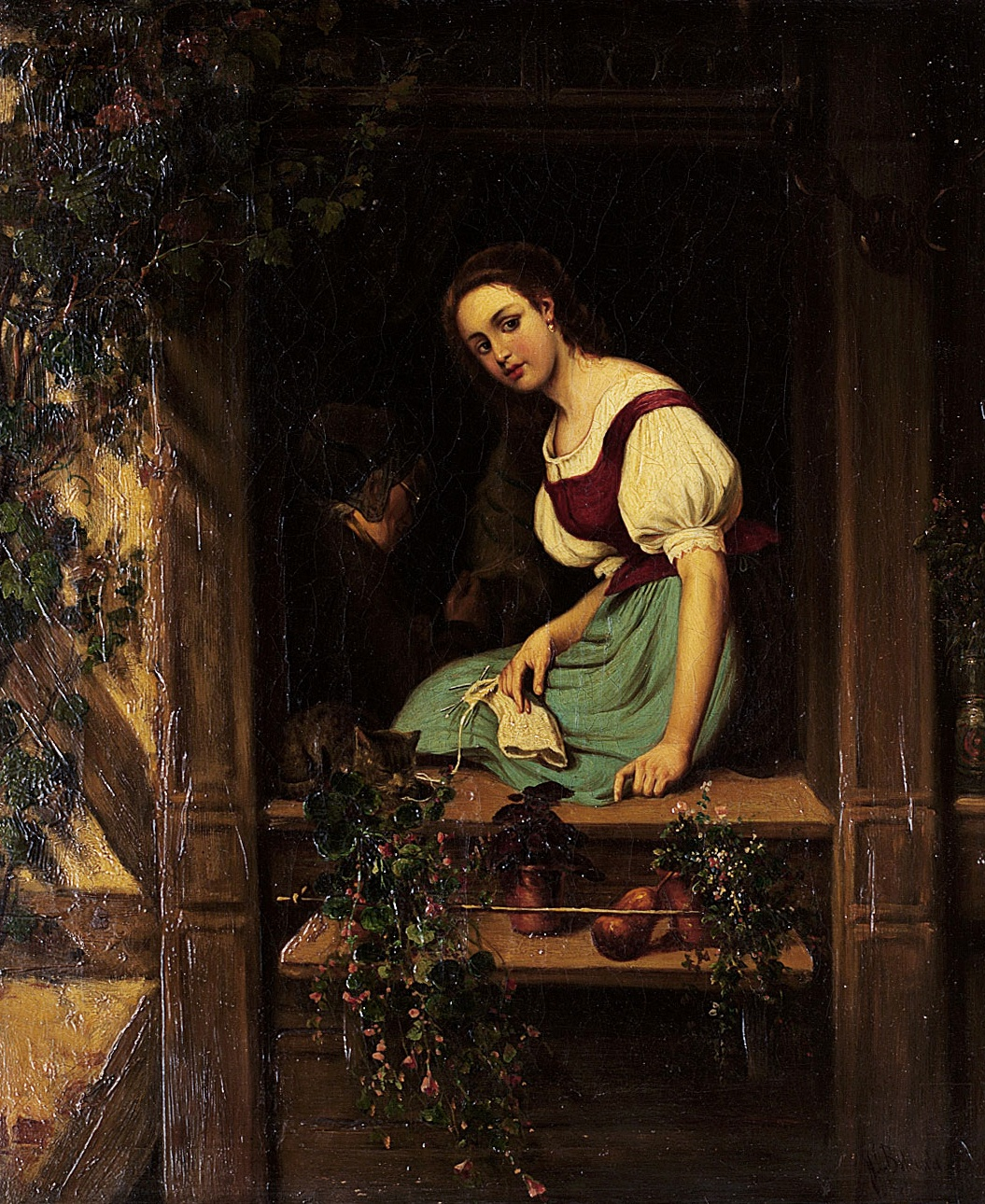
Ung kvinna i fönster med stickning och katt. Oljemålning.